# 縦読み
縦読み（たてよみ）とは、言葉遊び（折句）の一種。一見すると通常の文章であるが、各行の頭文字をとり、読む方向の縦横を入れ替えて読むと別のメッセージが表れる文章である。
読ませたい文章や単語を先に決め、縦に読むとそれが現れるあたりは「あいうえお作文」と似ているが、ほとんどの場合は意図的に読み方を変えさせるよう作ったものであるため、正確には異なるものといえる。違いは後項で詳しく解説する。
この手法が「縦読み」と称されるのは横書きの文章で用いられる場合であり、縦書きの文章の場合には主に右端からの「横読み」の形式となる。また、応用として「斜め読み」の手法もある（#斜め読み参照）。

## 概要
作る手順は基本的に、まず読ませたい文章（縦、又は斜め）を考え、それが頭文字になるよう本文を考える、という順番である。
ネット文化においては、BBSに本文の趣旨とは正反対の文章を縦読みで仕込んだコメントを投稿することでしばしば煽りの手段として用いられるほか、掲示板等のホームページの管理人に縦読みを仕込んだメールを送ったり、ブログ等のコメント欄に縦読みのコメントを仕込み、削除されるのを避けるという使い方もされる。

## 古来の使用例
この手の手法はネット発祥というわけではなく、古くから存在する。和歌に横読みで別の文句を読み込む技法が流行し、これを「折句」と称した。暗号を各句の頭に置くことを「冠」、末尾に置くことを「沓」（くつ、くつわ）、頭と末尾の双方に暗号を折り込むことを「沓冠」（くつかむり）といった。
| 【例1：冠】（伊勢物語） からころも きつつなれにし つましあれば はるばるきぬる たびをしぞおもふ かきつはた （かきつばた） |

| 【例2：沓】（いろは歌） いろはにほへと ちりぬるをわか よたれそつねな らむうゐのおく やまけふこえて あさきゆめみし ゑひもせす とかなくてしす （とがなくてしす） |

| 【例3：沓冠】（栄花物語） あふさかも はてはゆききの せきもゐず たづねてとひこ きなばかえさじ あはせたき ものずこじ （あはせたき ものすこし） |

伊勢物語【例1】では「冠」の手法が用いられ、歌の頭文字を縦に取ると「かきつはた（カキツバタ）」と花の名前になる。
作者不詳の「いろはにほへと」のいわゆるいろは歌【例2】では「沓」の手法が確認でき、七文字ごとに区切って末尾を横読みすると「とかなくてしす（科無くて死す）」となる。これにより、いろは歌は、無実の罪に落ちた者が遺恨を込めて製作したものとする俗説があった。『仮名手本忠臣蔵』の題名は、幕府の不公平な処分による浅野内匠頭の無念の死と、いろは歌を掛けたものとする俗説がすでに江戸時代の発表当初から流布していた。
「沓冠」の一例として知られているものが栄花物語【例3】で、文節の「冠」「沓」の順に「あはせたき／ものすこし（合せ薫物〈たきもの〉少し）」となる。
また、テレビ番組『私は名探偵・完全犯罪をつぶせ!』（1982年〈昭和57年〉4月 - 1983年〈昭和58年〉3月、テレビ東京）の劇中トリックでは、自分が息絶えるまでのわずかな時間に原稿用紙に書いた自作の詩を書き換えて一番上の段と一番下の段にダイイング・メッセージを埋め込んだ（つまり縦書きの文章に横読みの文章を2つ埋め込んだ）ことで、犯人に読ませたうえで真意を知られることなく第三者に知らせている。

## 斜め読み
斜め読みは、縦読みから派生した言葉文化の一つ。等幅文字で行頭を左に詰めた複数行の文章であり、n行目のn文字目をつなげて意味を持たせている。一般に、判別は通常の縦読みと比較してさらに困難であり、高い注意力を有する読者にのみそれと気づかせるために用いられる。一見してめだたないような文章を装っていることが多いが、作成は高難度で時間もかかる。
人民日報海外版1990年3月20日号に掲載された「元宵」という漢詩が、斜め読みすると李鵬の辞任を要求しているとして大きな問題になった。
東風拂面催桃李
鷂鷹舒翅展鵬程
玉盤照海下熱涙
遊子登台思故國
休負平生報國志
人民育我勝萬金
憤起直追振華夏
且待神洲遍地春
右斜め上から下に「李鵬下台平民憤」と読め、「李鵬は辞めよ。民は憤る」または「李鵬は辞めよ。民の憤りを平らげ」という意味になる。中国語版李鵬下台嵌字詩も参照。

## 「縦読み」「斜め読み」の例
| 船の操縦は 海図を読み 帆の高みに 風向を見て 遠望しつ 波を駆けて 疾走したい | 果実酒もいいけど 本当は焼酎がいい ご機嫌斜めな彼女 ここは攻めの機転 僕は空気を読んで 麦茶を出してみた |

### 著名な使用例
- アーノルド・シュワルツェネッガーは、カリフォルニア州知事時代、縦読みすると"Fuck you"と読める州議会宛の書簡を作成した。知事時代のシュワルツェネッガーと州議会との関係は非常に悪かった。
- 2010年12月21日、北朝鮮の祖国平和統一委員会が運営するサイト「わが民族同士」の読者投稿欄に「最初の文字の心理」と題する詩が投稿された。この詩は一見すると金正日や金正恩を賞賛する内容だったが、頭文字を縦読みすると「金正日の狂った野郎、金正恩の犬野郎」と読めることが分かり、翌日サイトから削除された。調査団がサイトの拠点のある瀋陽に派遣され、関係者の本国送還・処罰との報道もされた[2]。
- 南方週末社説差し替え事件後に、中華人民共和国のニュースサイト「新浪網」が載せた記事の見出しを縦から読むと「南方周末加油」（加油＝がんばれ）となるため、南方週末支持を訴えた内容ではないかと話題になった[3]。
- 日本では北海道放送（HBC）が、2010年よりテレビの野球中継（Bravo!ファイターズ）の際に、新聞のテレビ欄に時折縦読みを仕込んでいる[4]。この影響を受けて2012年からは同系列の中国放送（RCC）やCBCテレビ（CBC）なども野球中継時に縦読みを使い始めた[5]。中国放送では原爆投下に因み8月6日にマツダスタジアムで開催される広島カープの試合中継には戦争と平和への思いが込められた趣向になっている。日本放送協会（NHK）も、2014年6月2日のテレビ欄で『プロフェッショナル 仕事の流儀』に出演する本田圭佑にちなみ、サッカー日本代表を応援するメッセージを示した[6]。なお実際にはこの翌週も縦読みを仕込んでいたが、テレビ欄のスペースの都合上ほとんど気付かれなかったという[5]。2016年8月22日朝刊では、NHK Eテレ（総合は、台風9号関連ニュースのため放送なし）で放送の、「リオデジャネイロオリンピック・閉会式」の放送内容の文字を縦読みすると、次回開催の2020年東京オリンピックにちなんで、「またあいましょう東京で」（一部の新聞社は「またあいましょう東京新国立で」）と読むことができる[7]。
- 飛花輕寒 - 中国語圏で詩仙と称される李白撰の七言絶句と称して広まった詩。縦読みすると抗日メッセージになる。
- シンガーソングライターericaは、「タテヨミ」という曲の歌詞の一部で縦読みを使用している[8]。
- 作詞家の松本隆が1974年に専業作詞家としてデビューした作品、アグネス・チャンのアルバム『アグネスの小さな日記』の一曲「ポケットいっぱいの秘密」（のちにシングルカット）の1番の歌詞「あなた草の上 ぐっすり眠ってた 寝顔やさしくて 「好きよ」ってささやいたの」を縦読みするとあ・ぐ・ね・すと読める言葉で綴っている[9]。
- アニメ「あの日見た花の名前を僕達はまだ知らない。」ではタイトルデザインを意図的に改行し（「あの日見た／花の名前を／僕達はまだ／＿知らない。」〈／で改行〉）その略称「あのはな」を斜め読みで表している。